# Club sandwich

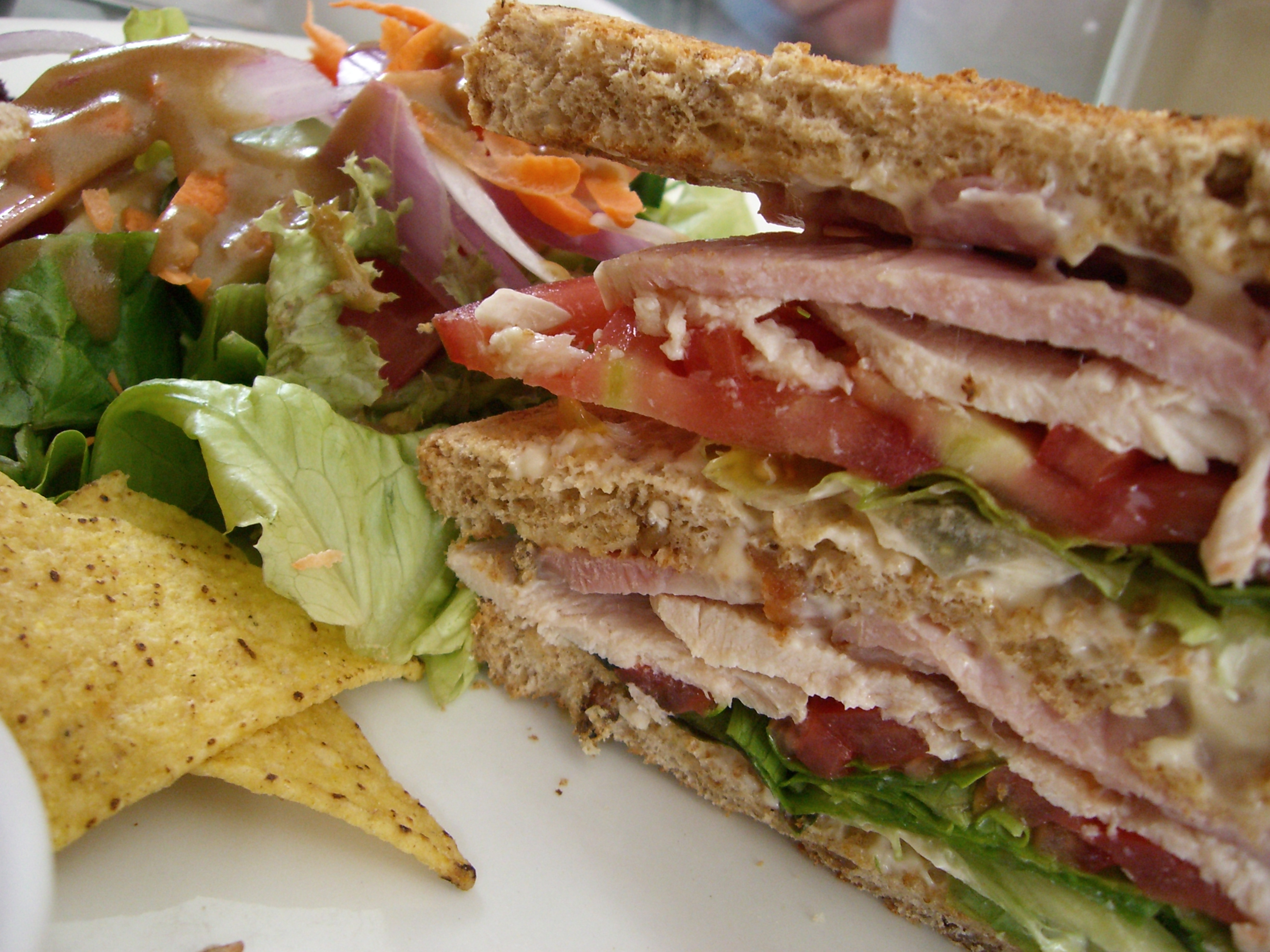
En club sandwich

En club sandwich, även kallad clubhouse sandwich, klubbsandwich eller clubsandwich, är en sandwich som för det mesta serveras som en dubbelsmörgås, och brukar innehålla tre rostade brödskivor. De brukar vanligtvis skäras ut i fjärdedelar och hålls ihop med hjälp av tandpetare.  Pommes frites, chips, coleslaw eller potatissallad kan placeras på eller vid sidan av smörgåstrianglarna. Ingredienser för en traditionell Club sandwich är kalkon, bacon, sallad, och tomater. Ost och/eller majonnäs är vanliga tillägg till dessa. Sandwichen brukar oftast serveras på rostat bröd, men orostat bröd kan också användas, beroende på vad kunden och restaurangen föredrar. Bacon ersätts ibland med skinka och kalkon ersätts ibland med kyckling. En bit saltgurka och/eller garnering såsom persilja förekommer ofta. 
I Danmark syftar termen på rostat bröd eller småfranska med en fyllning av kyckling, currydressing, bacon och vanligen sallad och tomat.
Ordet "clubsandwich" är belagt i svenska språket sedan 1976.

## Källhänvisningar
1. 1 2  ”clubsandwich | SO | svenska.se”. https://svenska.se/so/. Läst 25 april 2020.